# Stocker Fontelieu
Charles Stocker Fontelieu, né à La Nouvelle-Orléans (États-Unis) le 5 mai 1923 et mort dans cette ville le 14 décembre 2009, est un acteur américain.

## Biographie
Stocker Fontelieu a été une grande force[Quoi ?] dans le théâtre local de la Nouvelle-Orléans pendant plus de 60 ans en tant que directeur exécutif du Petit Théâtre du Vieux Carré de 1961 à 1985.
Il est apparu dans plusieurs longs métrages et téléfilms dont Angel Heart, Obsession, Vivre et laisser mourir, Le Joujou, Big Mamma 2 et Mandingo.
Fontelieu meurt le 14 décembre 2009 dans une maison de retraite après des complications consécutives à une chute.
Une biographie sur son demi-siècle de carrière, Just Who is Stocker Fontelieu? par Michael P. Cahill, est publiée en 2007.

## Filmographie partielle

### Au cinéma
| Année | Titre        | Rôle            |
| ----- | ------------ | --------------- |
| 1976  | Obsession    | Dr Ellman       |
| 1987  | Angel Heart  | Ethan Krusemark |
| 2004  | Frankenstein | Patrick         |